# Соціальне замовлення
Соціальне замовлення — комплекс заходів організаційно-правового характеру з розробки соціальних програм і соціальних проектів за рахунок бюджетних та інших засобів шляхом підписання соціальних контрактів на конкурсній
основі.

## Предмет
Предметом соціального замовлення є некомерційна оплачувана замовником послуга, надавана соціально-незахищеним групам населення провайдером послуг із числа недержавних формувань. Така послуга надається виконавцем соціального замовлення, який визначається за результатами публічного конкурсу.

## Мета
Соціальне замовлення, як організаційно-правова форма взаємодії органів місцевого самоврядування з некомерційними організаціями, застосовується з метою підвищення використання бюджетних коштів для вирішення соціальних проблем, залучення додаткових ресурсів у соціальну сферу, підвищення адресності та масовості надання соціальних послуг, адекватного перерозподілу соціальної відповідальності між владою та громадою, що в кінцевому випадку зумовлює підвищення довіри населення до влади.

## Складові
Основними ідеологічними складовими соціального замовлення є:
- Створення умов для розвитку інститутів громадянського суспільства;
- Формування нової, активної й адресної соціальної політики;
- Створення нових робочих місць у недержавному секторі соціальної сфери;
- Додаткове фінансування соціальної сфери за рахунок залучення недержавних засобів без цілі одержання прибутку;
- Підвищення ефективності витрат бюджетних коштів у соціальній сфері;
- Створення механізму децентралізації та громадянського роздержавлення соціальної сфери;
- Формування конкурентного середовища в соціальній сфері;
- Боротьба з корупцією.

## Принципи
Технологічні принципи соціального замовлення:
- Відкритість та свобода руху інформації;
- Конкурсність і конкурентність;
- Детальне пророблення процедур;
- Сполучення, у процесі впровадження пропонованої технології: обліку особливостей регіональної ситуації; необхідності здійснення пілотних проектів; можливісті поширення досвіду, що здобувається;
- Цільове фінансування;
- Соціальні дивіденди.

## Види соціального замовлення
- Програмно-цільове соціальне замовлення;
- Конкурсне соціальне замовлення.

| Етапи реалізації соціального замовлення                                                                                            | Етапи реалізації соціального замовлення |
| --- | --- |
| програмно-цільове | конкурсне |
| аналіз стану ринку соціальних послуг                                                                                               | аналіз стану ринку соціальних послуг |
| виявлення найбільш затребуваних і ефективних послуг                                                                                | визначення пробілів у наявності послуг, необхідних мешканцям громади |
| опис змісту, характеристики та рівня якості найбільш затребуваних і ефективних послуг                                              | опис змісту й характеристики послуг, у яких найбільше мають потребу мешканці територіальної громади |
| включення затребуваної й ефективної послуги в міську соціальну програму як об'єкт проведення конкурсного відбору виконавця послуги | включення в соціальну програму позицій, що забезпечують проведення конкурсу соціальних проектів, спрямованих на ліквідацію пробілів, які існують на ринку соціальних послуг, а саме: - визначення споживача послуг, його кількісних і якісних характеристик; - визначення мінімальної потреби, що повинна містити послуга; - визначення обсягу фінансування пропозицій по наданню послуги з бюджету програми. |
| розрахунок фінансування послуги з бюджету програми                                                                                 | - |
| проведення конкурсного відбору виконавця послуг                                                                                    | проведення конкурсу соціальних проектів |
| укладання договорів із виконавцем послуг                                                                                           | укладання договорів із переможцями конкурсу |
| проведення заходів, спрямованих на моніторинг процесу надання послуг                                                               | проведення заходів, спрямованих на моніторинг процесу реалізації соціальних проектів |
| підсумковий аналіз стану ринку соціальних послуг                                                                                   | підсумковий аналіз стану ринку соціальних послуг |

## Моніторинг соціального замовлення
Моніторинг, тобто спостереження за реалізацією соціального замовлення, забезпечує необхідний суспільний і професійний контроль за якістю цього процесу. Механізм суспільного контролю над діяльністю організацій, що надають соціальні послуги, має кілька складових:
- публічне обговорення питання надання соціальних послуг, вивчення як постачальників, так і споживачів соціальних послуг, індивідуальний моніторинг кожної організації, що надає послугу;
- проведення професійного контролю, де професіонали могли б оцінити якість і рівень надання послуги.

Публічне обговорення соціальних послуг може мати різні напрямки: механізми надання послуг, питання законодавства, фінансування. Публічні обговорення проводяться як серед постачальників, так і серед реципієнтів послуг, а також громадськості. Однієї з форм публічного обговорення є громадські слухання.
Одним з механізмів підвищення якості надаваних соціальних послуг є формалізація звітів різних організацій. Попри те, що послуги надаються різні, існують певні фактори, порівнюючи які можна виявити ті організації, послуги яких надаються найефективніше завсе. Такими критеріями є:
- ціна однієї послуги;
- співвідношення кількості співробітників організації, що надає послугу, і цільової групи, охопленою даною послугою;
- кількість залучених коштів на виконання проекту, а також співвідношення з отриманими з бюджету коштами;
- кількість волонтерів, які працюють у проекті;
- джерела одержання залучених коштів.